# فتوحات شام
فتوحات شام مثنوی سرودهٔ آشوب هندی شاعر پارسی‌گوی هندی است. این کتاب را خالدنامه نیز می‌گویند. آشوب در مقدمهٔ کتاب به فردوسی دشنام داده و از او بدگویی کرده‌است.